# Associazione Calcio Carpi 1993-1994
Questa pagina raccoglie le informazioni riguardanti l'Associazione Calcio Carpi nelle competizioni ufficiali della stagione 1993-1994.

## Stagione
Nella stagione 1993-94 il Carpi ha disputato il girone A del campionato di Serie C1, con 42 punti si è piazzato in undicesima posizione di classifica, il torneo è stato vinto 68 punti dal Chievo che è stato direttamente promosso in Serie B, la seconda promossa è stato il Como che ha vinto i playoff. Da questa stagione in Serie C1 e C2 la vittoria viene ripagata da 3 punti, la prima sale direttamente di categoria, l'ultima retrocede, la seconda promossa e le altre due retrocesse disputano una coda al campionato, chiamata Playoff per la promozione e Playout per la salvezza. Il pareggio perde importanza, non è più un mezzo successo, ma quasi una sconfitta. Al Carpi inizia il triennio con Giovanni De Biasi in panchina e con la coppia d'attacco formata da Stefano Protti e Claudio Nitti, una coppia che difetta per chili e centimetri, ma funziona bene. Il primo segna 16 reti, delle quali 14 in campionato, il secondo 10, che valgono una salvezza in volata. Protti ne mette a segno 10 nelle prime 7 partite, Nitti è decisivo nel finale di torneo, l'ultima è speciale e permette ai biancorossi di aggiudicarsi (1-0) il derby contro il Bologna. Nella Coppa Italia il Carpi vince il girone E, poi nei sedicesimi lascia il torneo per mano del Fiorenzuola che passa il turno ai calci di rigore.

## Rosa
| N. |                   | Ruolo | Calciatore                 |
| -- | ----------------- | ----- | -------------------------- |
|    | Italia (bandiera) | C     | Roberto Alberti Mazzaferro |
|    | Italia (bandiera) | C     | Massimiliano Buonocore     |
|    | Italia (bandiera) | A     | Gaetano Calvaresi          |
|    | Italia (bandiera) | D     | Angelo Carpineta           |
|    | Italia (bandiera) | D     | Damiano Cesari             |
|    | Italia (bandiera) | D     | Stefano Cognini            |
|    | Italia (bandiera) | D     | Roberto Corradi            |
|    | Italia (bandiera) | C     | Alessandro Di Matteo       |
|    | Italia (bandiera) | D     | Paolo Grossi               |
|    | Italia (bandiera) | D     | Fabio Leonardi             |
|    | Italia (bandiera) | D     | Marcello Marrocco          |

| N. |                   | Ruolo | Calciatore           |
| -- | ----------------- | ----- | -------------------- |
|    | Italia (bandiera) | D     | Francesco Miccoli    |
|    | Italia (bandiera) | A     | Claudio Nitti        |
|    | Italia (bandiera) | C     | Giovanni Picasso     |
|    | Italia (bandiera) | A     | Stefano Protti       |
|    | Italia (bandiera) | P     | Francesco Ripa       |
|    | Italia (bandiera) | P     | Fabrizio Rovito      |
|    | Italia (bandiera) | C     | Sergio Sopranzi      |
|    | Italia (bandiera) | A     | Anton Giovanni Tomeo |
|    | Italia (bandiera) | P     | Daniele Paltrinieri  |
|    | Italia (bandiera) | A     | Enrico Turcheschi    |
|    | Italia (bandiera) | C     | Leandro Vessella     |

## Risultati

### Campionato

#### Girone di andata
| Arbitro: | Farina |

|                               |           |                                     |
| S. Protti 37’ Cesari 66’, 91’ | Marcatori | 43’ Aguzzoli 56’ Clementi 84’ Nervo |

| Arbitro: | Calvi (Milano) |

|                   |           |  |
| C. Fermanelli 77’ | Marcatori |  |

| Arbitro: | Pellegatta (Collegno) |

|                                         |           |                                  |
| S. Protti 46’ (rig.), 74’ Calvaresi 70’ | Marcatori | 17’, 52’ F. Fermanelli 56’ Ratti |

| Arbitro: | Dagnello (Trieste) |

|            |           |  |
| R. Gori 7’ | Marcatori |  |

| Arbitro: | Ruggiero (Nocera Inferiore) |

|                          |           |                          |
| R. Mosca 31’ Vecchio 56’ | Marcatori | 4’, 34’ (rig.) S. Protti |

| Arbitro: | Cicogna (San Donà di Piave) |

|                                                      |           |                       |
| S. Protti 63’ (rig.), 74’ (rig.), 79’, 90’ Nitti 88’ | Marcatori | 54’ Doni 58’ Campioli |

| Arbitro: | Nucini (Bergamo) |

|                  |           |                         |
| Marta 64’ (rig.) | Marcatori | 41’ Nitti 62’ S. Protti |

| Arbitro: | Casaluci (Lecce) |

|  |           |            |
|  | Marcatori | 67’ Papiri |

| Arbitro: | Divino (Lido di Ostia) |

|            |           |  |
| Ghezzi 21’ | Marcatori |  |

| Arbitro: | Rizzo (Catania) |

|                                   |           |            |
| S. Protti 40’ (rig.) Leonardi 58’ | Marcatori | 8’ Tedoldi |

| Fiorenzuola d'Arda 21 novembre 1993 11ª giornata | Fiorenzuola        | 0 – 0 | Carpi | Stadio Comunale\| Arbitro: \| Gambino (Barletta) \| |
| Arbitro:                                         | Gambino (Barletta) |       |       |                                                     |

| Carpi 28 novembre 1993 12ª giornata | Carpi                     | 0 – 0 | Triestina | Stadio Sandro Cabassi\| Arbitro: \| Misticoni (Ascoli Piceno) \| |
| Arbitro:                            | Misticoni (Ascoli Piceno) |       |           |                                                                  |

| Arbitro: | Pizzini (Verona) |

|                 |           |          |
| Maffioletti 87’ | Marcatori | 6’ Nitti |

| Arbitro: | Gronda (Genova) |

|                                 |           |             |
| Turcheschi 43’ Nitti 91’ (rig.) | Marcatori | 84’ Dionigi |

| Arbitro: | D'Errico (Frattamaggiore) |

|              |           |           |
| Tedeschi 25’ | Marcatori | 46’ Nitti |

| Arbitro: | Sciamanna (Ascoli Piceno) |

|               |           |                           |
| Di Matteo 67’ | Marcatori | 25’ Califano 51’ Giannoni |

| Arbitro: | Rossi (Ciampino) |

|             |           |  |
| Cecconi 11’ | Marcatori |  |

#### Girone di ritorno
| Arbitro: | Bancale (Latina) |

|                                                  |           |               |
| Leonardi 26’ (aut.) Pasa 50’ (rig.) Clementi 57’ | Marcatori | 39’ S. Protti |

| Arbitro: | Pisacreta (Salerno) |

|               |           |  |
| Carpineta 17’ | Marcatori |  |

| Arbitro: | Cardella (Torre del Greco) |

|                 |           |                |
| L. Bizzarri 78’ | Marcatori | 60’, 74’ Nitti |

| Arbitro: | L. Branzoni (Pavia) |

|               |           |               |
| S. Protti 41’ | Marcatori | 58’ Antonioli |

| Carpi 20 febbraio 1994 22ª giornata | Carpi            | 0 – 0 | Spezia | Stadio Sandro Cabassi\| Arbitro: \| Freddi (Sassari) \| |
| Arbitro:                            | Freddi (Sassari) |       |        |                                                         |

| Arbitro: | Sputore (Vasto) |

|            |           |  |
| Gutili 73’ | Marcatori |  |

| Arbitro: | Sorte (Bergamo) |

|             |           |               |
| Picasso 46’ | Marcatori | 25’ Marronaro |

| Arbitro: | Longo (Paola) |

|                         |           |  |
| Cicconi 9’ Olivares 60’ | Marcatori |  |

| Arbitro: | M. Branzoni (Pavia) |

|               |           |  |
| S. Protti 64’ | Marcatori |  |

| Sesto San Giovanni 10 aprile 1994 27ª giornata | Pro Sesto          | 0 – 0 | Carpi | Stadio Breda\| Arbitro: \| Gregoroni (Napoli) \| |
| Arbitro:                                       | Gregoroni (Napoli) |       |       |                                                  |

| Carpi 17 aprile 1994 28ª giornata | Carpi               | 0 – 0 | Fiorenzuola | Stadio Sandro Cabassi\| Arbitro: \| Manganelli (Milano) \| |
| Arbitro:                          | Manganelli (Milano) |       |             |                                                            |

| Arbitro: | Pizzini (Verona) |

|              |           |  |
| Casonato 18’ | Marcatori |  |

| Arbitro: | De Prisco (Nocera Inferiore) |

|              |           |                       |
| Sopranzi 67’ | Marcatori | 50’ Lomi 55’ Balesini |

| Arbitro: | Pola (Rovereto) |

|             |           |  |
| Dionigi 22’ | Marcatori |  |

| Arbitro: | Cito (Nichelino) |

|                          |           |           |
| Turcheschi 91’ Nitti 93’ | Marcatori | 69’ Aresi |

| Arbitro: | L. Branzoni (Pavia) |

|  |           |           |
|  | Marcatori | 13’ Nitti |

| Arbitro: | D. Messina (Bergamo) |

|           |           |  |
| Nitti 52’ | Marcatori |  |

## Coppa Italia

### Girone E
| Arbitro: | M. Branzoni (Pavia) |

|  |           |              |
|  | Marcatori | 80’ Palmieri |

| Arbitro: | Stragliotto (Bassano del Grappa) |

|                             |           |  |
| Turcheschi 5’ S. Protti 84’ | Marcatori |  |

| Crevalcore 29 agosto 1993 3ª giornata | Crevalcore                  | 0 – 0 | Carpi | Stadio Cesare Biavati\| Arbitro: \| Serena (Bassano del Grappa) \| |
| Arbitro:                              | Serena (Bassano del Grappa) |       |       |                                                                    |

| 1º settembre 1993 4ª giornata |  | – Turno di riposo Carpi |  |  |

| Arbitro: | D. Messina (Bergamo) |

|                      |           |                                          |
| Volpi 2’ Biserna 10’ | Marcatori | 9’ Turcheschi 19’ Vessella 88’ S. Protti |

### Sedicesimi di Finale
| Arbitro: | Alban (Bassano del Grappa) |

|                         |           |  |
| Picasso 53’ Corradi 74’ | Marcatori |  |

| Arbitro: | Sirotti (Forlì) |

|                              |                      |                                   |
| Mannari 18’ Mazzaferro 81’   | Marcatori            |                                   |
| Pedriali Trapella Mazzaferro | Tiri di rigore 3 – 1 | Carpineta Cesari Vessella Corradi |